# Premio Xosefa Xovellanos
El Premio de novela Xosefa Xovellanos es un premio de carácter anual que convoca el Gobierno del Principado de Asturias para premiar la creatividad literaria en prosa en asturiano. Se considera el premio de narrativa más prestigioso en lengua asturiana.
Se le pone este nombre en memoria de la escritora en asturiano de la Ilustración, Josefa de Jovellanos (Gijón, (1745-1807).

## Historia
El premio nace en los años 1980 conocido con el nombre de Primer Concursu de Narraciones Curties en Bable y Castellanu "Diputación d'Asturies", convirtiéndose en su tercer convocatoria en el Premiu de Narraciones Curties "Principáu d'Asturies", y en la cuarta en el Premiu de Narraciones Curties "Xosefa Xovellanos". Hasta su sexta convocatoria no fija la forma actual Premiu de Novela Xosefa Xovellanos.

## Palmarés[1]

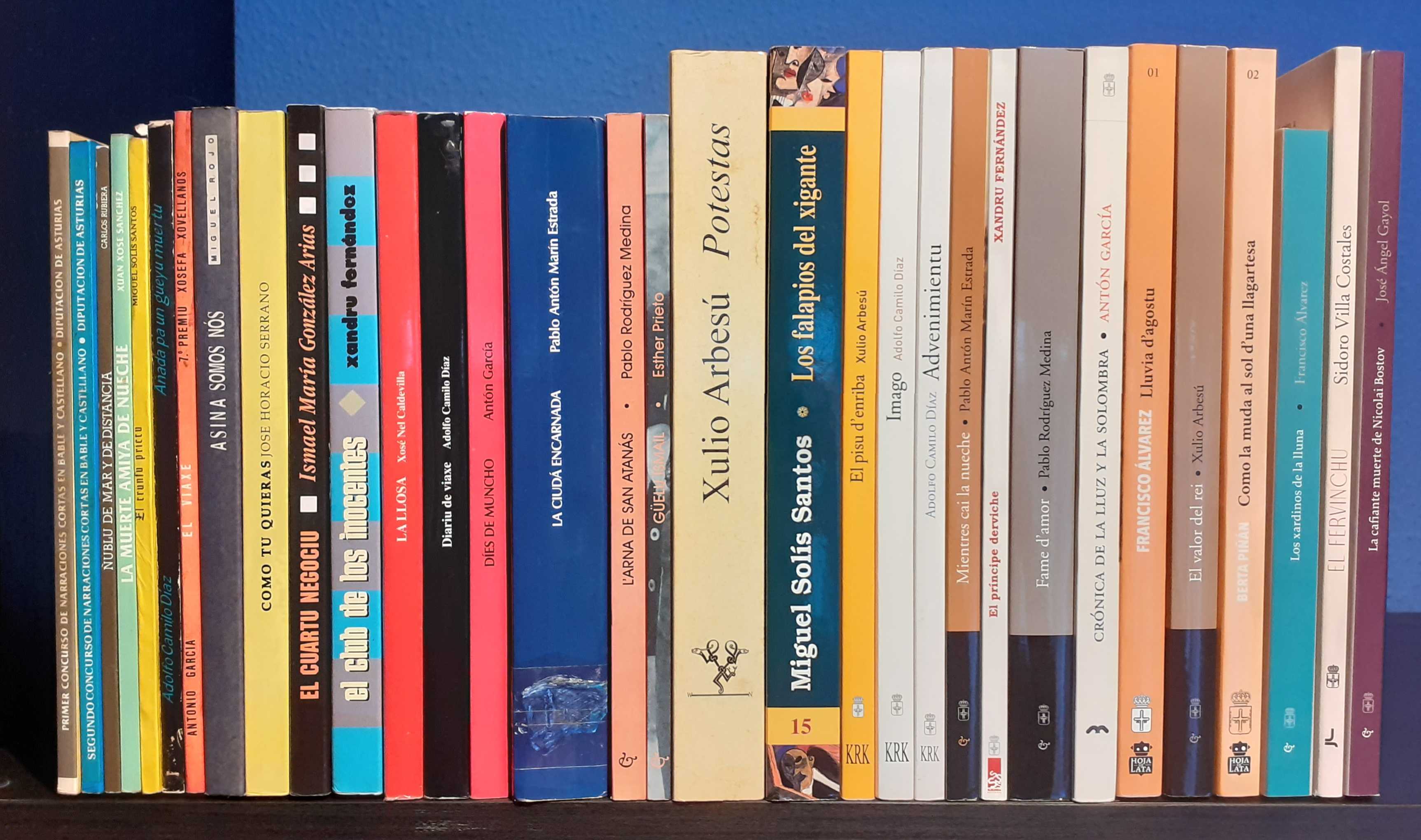
Novelas ganadoras del Xosefa Xovellanos.

- 1.ª edición (1980): Ástor o un ensayu pa una nuea mitoloxía, Miguel Solís Santos; Pul sendeiru la nueite, Roberto González-Quevedo
- 2.ª edición (1981): L'oxetu la caridá, Miguel Solís Ramos; Xuan y Xuanín, Andrés Solar
- 3.ª edición (1982): Ñublu de mar y de distancia, Carlos Rubiera
- 4.ª edición (1983): La muerte amiya de nueche, Xuan Xosé Sánchez Vicente
- 5.ª edición (1984): El trunfu prietu, Miguel Solís Santos
- 6.ª edición (primera na forma d'anguaño)(1985): Añada pa un güeyu muertu, Adolfo Camilo Díaz
- 7.ª edición (1986): El viaxe, Antón García
- 8.ª edición (1987): De Corinto de Grecia, Xilberto Llano
- 9.ª edición (1988): Asina somos Nós, Miguel Rojo
- 10.ª edición (1989): Desierto
- 11.ª edición (1990): Como tu quieras, José Horacio Serrano
- 12.ª edición (1991): Desierto
- 13.ª edición (1992): El cuartu negociu, Ismael Mª González Arias
- 14.ª edición (1993): El club de los inocentes, Xandru Fernández
- 15.ª edición (1994): La Llosa, Xosé Nel Caldevilla
- 16.ª edición (1995): Diariu de viaxe, Adolfo Camilo Díaz
- 17.ª edición (1996): Desierto
- 18.ª edición (1997): Díes de muncho, Antón García; La ciudá encarnada, Pablo Antón Marín Estrada
- 19.ª edición (1998): Desierto
- 20.ª edición (1999): El suañu de los páxaros de sable, Xandru Fernández
- 21.ª edición (2000): Ente semeyances (accésit), Pablo Rodríguez Medina
- 22.ª edición (2001): Güelu Ismail, Esther Prieto; L'arna de San Atanas, Pablo Rodríguez Medina
- 23.ª edición (2002): Potestas, Xulio Arbesú
- 24.ª edición (2003): Desierto
- 25.ª edición (2004): Los falapios del xigante, Miguel Solís Santos
- 26.ª edición (2005): L'alcordanza del agua ente les manes (En busca de Xovellanos), Ismael Mª González Arias
- 27.ª edición (2006): El pisu d'enriba, Xulio Arbesú; Imago, Adolfo Camilo Díaz
- 28.ª edición (2007): Desierto
- 29.ª edición (2008): Advenimientu, Adolfo Camilo Díaz
- 30.ª edición (2009): Mientres cai la nueche, Pablo Antón Marín Estrada
- 31.ª edición (2010): Desierto
- 32.ª edición (2011): El príncipe derviche, Xandru Fernández
- 33.ª edición (2012): La vida increíble, Quique Faes[2]
- 34.ª edición (2013): Fame d'amor, Pablo Rodríguez Medina
- 35.ª edición (2014): Crónica de la lluz y la solombra, Antón García[3]
- 36.ª edición (2015): Lluvia d'agostu, Francisco Álvarez[4]
- 37.ª edición (2016): El valor del rei, Xulio Arbesú[5]
- 38.ª edición (2017): Como la muda al sol d'una llagartesa, Berta Piñán.[6]
- 39.ª edición (2018): El visitante impropiu, Manuel García Menéndez.[7]
- 40.ª edición (2019): Los xardinos de la lluna, Francisco Álvarez González.[8]
- 41.ª edición (2020): El fervinchu, Sidoro Villa Costales[9]
- 42.ª edición (2021): La cafiante muerte de Nicolai Bostov, José Ángel Gayol[10]
- 43.ª edición (2022): El viaxe del cacique, Gonzalo González Barreñada
- 44.ª edición (2023): Miel amargo, Xulio Vixil Castañón